# Demetra Plakas
Demetra "Dee" Plakas (9 de noviembre de 1960 en Chicago, Illinois) es una baterista greco-estadounidense, conocida por su trabajo con la agrupación conformada solo por mujeres L7.

## Carrera

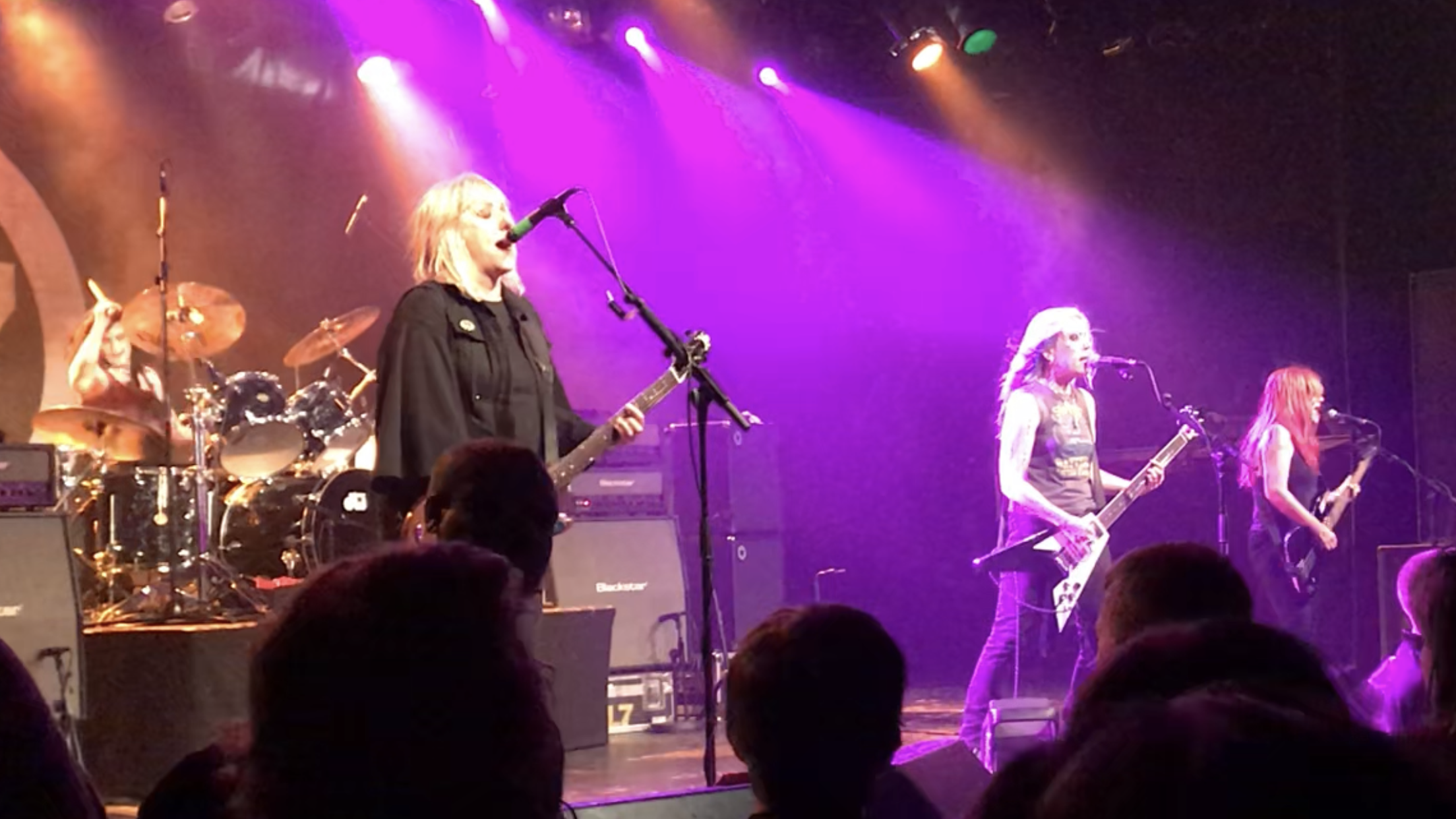
Actuación de L7 en Vancouver.

Inicialmente fue baterista de la banda de punk Problem Dogs. Aunque ella nunca había tocado la batería antes, compró el instrumento y practicó en el garaje del bajista Algis Kizys.
En la renaciente escena punk de la ciudad de Chicago, la banda se presentó en pequeños clubes nocturnos como el Space Place y O'Banion's, abriendo para The Bangles en una ocasión. Lanzaron un sencillo titulado "City Hall/ You Are The Knife", luego del abandono de Kizys en 1982. La banda se vio envuelta en numerosos cambios de personal, con los miembros originales Plakas, Rick Radtke y John Connors reuniéndose en Los Ángeles bajo el nombre de Pirate Radio.

## L7

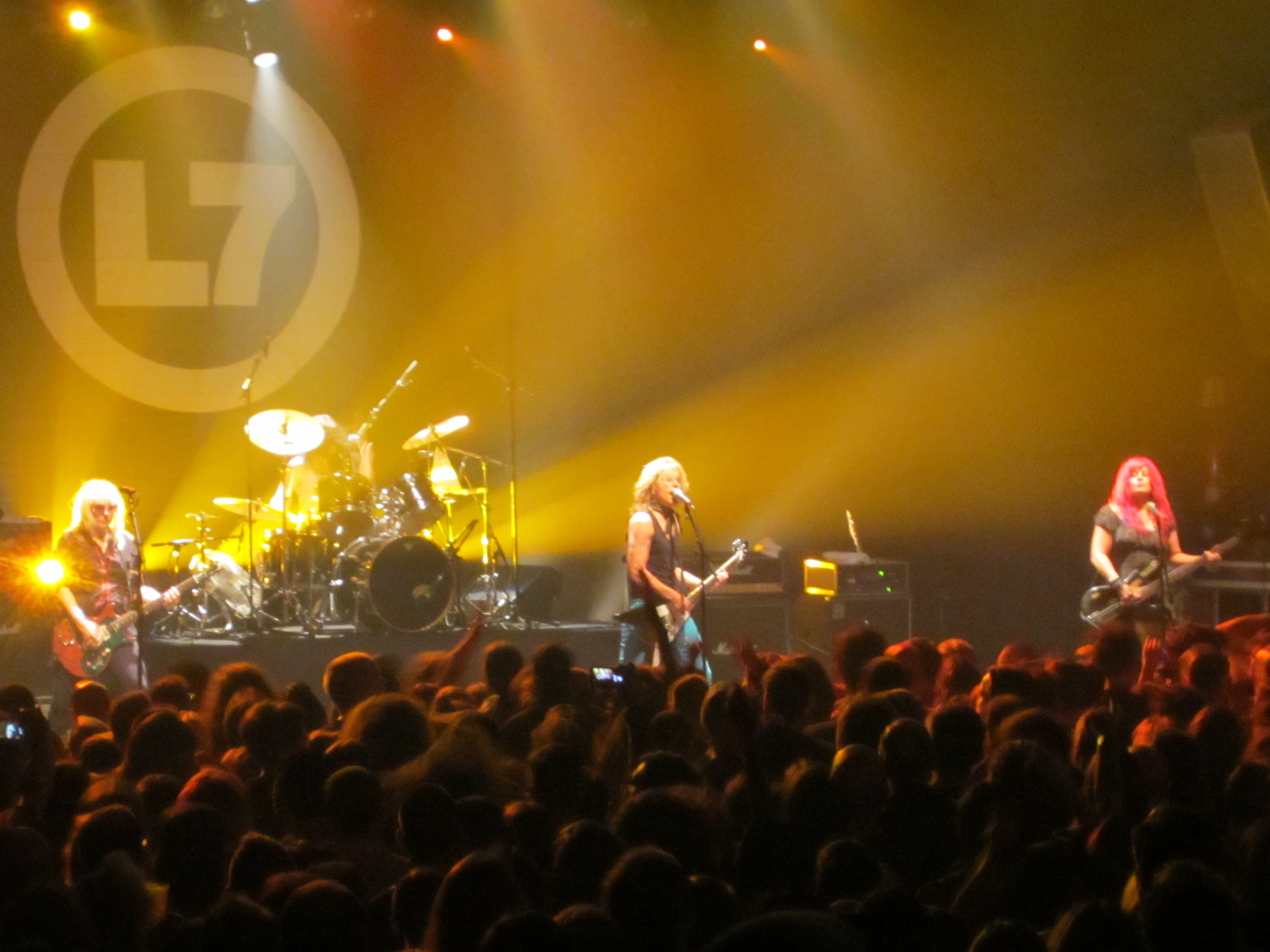
Performance de L7 en Paris, Francia (Le Bataclan) 17 de junio del 2015

En 1987, Plakas se unió a la banda conformada solo por mujeres L7, con quienes lanzó seis álbumes, incluyendo el exitoso Bricks Are Heavy de 1992.
En 1993, Dee y su compañera de banda Jennifer Finch tocaron junto a la artista japonesa hide en algunas apariciones para televisión, también aparecieron en el vídeoclip promocional de su canción "Doubt".
El grupo se separó en el 2001 pero se reunió en el año 2014.

## Otros proyectos
Durante el hiato de L7, Plakas hizo parte de proyectos solistas y colaboró con Donita Sparks, antigua integrante de L7. Se casó con Kirk Canning, quien tocó el chelo en el álbum Nevermind de Nirvana, y se estableció en la ciudad de Santa Mónica.